# Xavier Rohart
Xavier Rohart, född den 1 juli 1968 i Thionville i Frankrike, är en fransk seglare.
Han tog OS-brons i starbåt i samband med de olympiska seglingstävlingarna 2004 i Aten.